# Región del Baluchistán
El Baluchistán o Beluchistán es una región histórica de Asia, hoy repartida entre varios países: su parte occidental corresponde a Irán (provincia de Sistán y Baluchistán); su parte septentrional pertenece a Afganistán; y su parte oriental, a la provincia pakistaní de Baluchistán.

## Geografía
La región del Baluchistán puede considerarse que tiene por límites:
- al nordeste, las montañas de Sulaimán, que marcan el límite con el Panyab. Esta cadena montañosa, en forma de arco, culmina en el pico de Kalifat (3487 m) al este de Quetta y se abre hacia la llanura de Kacchi, a través del puerto de Bolán, un paso ancestral de las caravanas que hacían el trayecto entre Oriente Medio y el subcontinente indio. En la zona han sido descubiertos numerosos yacimientos arqueológicos antiguos (Cultura del valle del Indo).

- al sudeste, la cadena montañosa de Jirtar se extiende hasta el  desierto de Makrán que ocupa la zona costera del golfo de Omán.

- al este, la frontera de Karachi, que fue la primera capital de Pakistán, con el llamado «cementerio de barcos»: la playa de Gadani.

Por otro lado, los baluchi ocupan la provincia pakistaní de Baluchistán con alrededor de 8 millones de personas, el sudeste de Irán que es una zona fundamentalmente desértica en la que residen aproximadamente 1 millón de baluchíes, el sur de Afganistán (unos 100 000) y en el Turkmenistán (unos 30 000).

## Historia

### Antigüedad
En el Baluchistán han sido encontrados los primeros asentamientos de agricultores de la meseta iraní, siendo los más antiguos los correspondientes a Mejergar, que se remontan a VII milenio a. C.
En la época de declive del reino de Harappa, diferentes tribus, probablemente de origen drávida e indoiranio, pueblan la zona, en forma de hábitats dispersos. A lo largo del tiempo, la región es invadida por diversos pueblos: arios, persas, griegos, kuchanes, árabes, turcos, mongoles, afganos o británicos.
El Baluchistán pakistaní se corresponde con la antigua provincia persa aqueménida de Gedrosia, anexionada por los griegos.

### Pueblo baluchí
Los baluchíes son un pueblo de pastores nómadas de origen iranio, llegados a la región desde las orillas del mar Caspio hacia el año 1000. Viven en tribus, a veces unidas en confederaciones.
La más conocida de dichas confederaciones de tribus fue el kanato de Kalat, que unió a la práctica totalidad de las tribus, siendo fundado en 1638, y que proclamó su independencia en 1747.

### Dominio británico

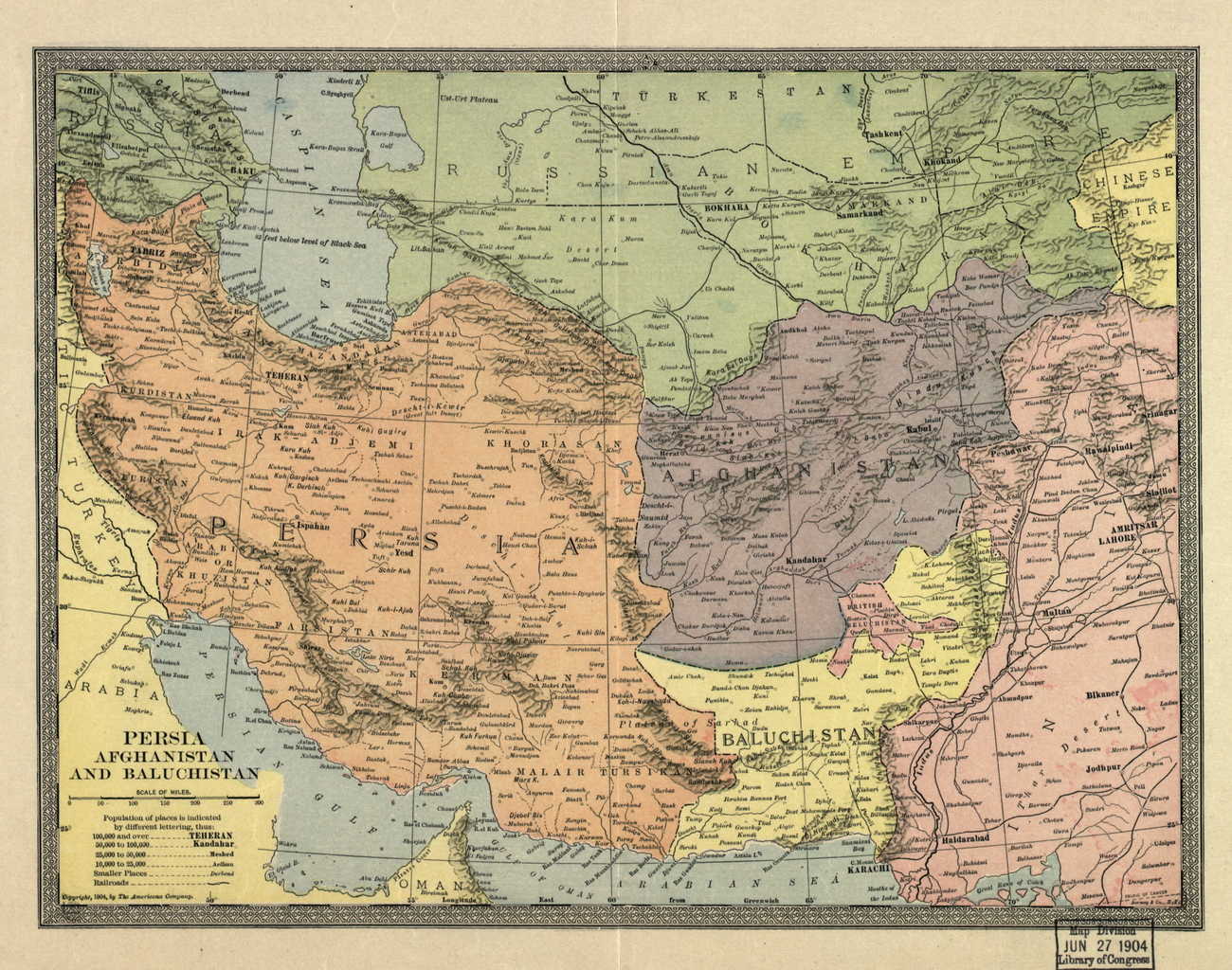
Mapa de 1904; obsérvese el Beluchistán (en amarillo) y el Beluchistán británico (en rosa).

Los británicos, intentando agrandar los territorios que ya controlaban en la India, crearon en el Beluchistán un total de cuatro restados principescos: Makrán, Jarán, Las Bela  y Kalat, siendo este último el de mayor pujanza y extensión. Por otro lado, los británicos delimitan las fronteras con los Estados vecinos:
- con Persia en 1871 (línea Goldsmith);
- con Afganistán en 1893 (línea Durand)[6]

De esta manera, la partición del Baluchistán entre tres países diferentes se produce ya en ese momento.
A principios del siglo XX, resultaba más evidente no solo que el Reino Unido abandonaría su dominio colonial en la India, sino que la India británica sería dividida en varios Estados independientes entre sí.
Mir Ahmed Yar Jan era el rey de Kalat, y deseaba que Baluchistán, con una historia independiente a sus espaldas y con acusadas diferencias con los territorios que posteriormente formaron Pakistán, fuese independiente de ese nuevo Estado, en aplicación de los principios acordados por los británicos en 1947 con la independencia, acuerdos que permitían a cada príncipe decidir a cual de los nuevos Estados se unirían o bien decidir sobre su propia independencia.

### Tras la creación de Pakistán
Inmediatamente después de la proclamación en 1947 de las independencias de la India y Pakistán, Mir Ahmed Yar Jan proclamó la independencia de Kalat. El ejército pakistaní interviene en abril de 1948 y Yar Jan firma un acuerdo por el que se pone fin a la independencia de Kalat. 
Sin embargo, su hermano, el príncipe Abdul Karim rechaza este acuerdo, dándose inicio una guerrilla terrorista, en la que los combatientes baluchíes contaban con bases de retaguardia en territorio afgano.
Esta guerrilla fracasó por los siguientes motivos:
- la eficaz represión pakistaní;
- la ausencia de apoyo por parte de la Unión Soviética que nunca se concretó
- el apoyo de la minoría pastún de tipo electoral, sin involucrarse en la lucha armada.

En 1958, Pakistán le compra a Omán el puerto de Gwadar que, hasta ese momento, era un enclave omaní en la costa norte del golfo de Omán.

#### Guerras baluchíes
Cinco guerras distintas han enfrentado a los baluchíes con el gobierno y el ejército pakistaníes, en 1947-1949, 1955, 1958-1969, 1973-1977 (con 8000 muertos), y desde 2004 hasta la actualidad.
Los conflictos tienen su origen no solo en las diferencias culturales e históricas, sino también por los diferentes niveles de desarrollo entre las provincias orientales de Pakistán y el Baluchistán, que únicamente recibe una pequeña parte de la financiación del Estado, lo que genera una situación de subdesarrollo económico respecto del resto del país.
Además, la situación en Afganistán, con la intervención soviética de 1979, que provocó la llegada a Baluchistán de una oleada de refugiados que huían del conflicto, contribuyó a desestabilizar las ya precarias condiciones económicas baluchíes.
Desde 1998, el Ejército pakistaní efectúa ensayos de armas nucleares en las montañas del norte de la provincia, en Razko.